# فلورنسا سوتون
فلورنسا سوتون (بالإنجليزية: Florence Sutton)‏ هي لاعب كرة مضرب أمريكية، ولدت في 2 سبتمبر 1883، وتوفيت في 16 أكتوبر 1974.